# Lioubov Blok
Lioubov Dmitrievna Mendeleïeva épouse Blok (en russe : Любовь Дмитриевна Блок), née le 29 décembre 1881 à Saint-Pétersbourg et morte le 27 septembre 1939 à Léningrad, est une artiste et historienne russe.
Elle est la fille du physicien et chimiste Dmitri Mendeleïev et de son épouse Anna Ivanovna Popova. Elle fut l'épouse du poète russe Alexandre Blok.

## Biographie
Elle poursuit ses études au Gymnasium Schaffe, dont elle sort avec une médaille.
Elle se prend de passion pour le théâtre et joue dans des pièces d'amateur, prenant par la suite le pseudonyme de Bassarguina. Elle rencontre Blok lors d'une pièce de théâtre d'amateurs qu'elle joue dans la propriété familiale de la famille Mendeleïev à Boblovo qui se trouve à quelques kilomètres de la maison de campagne familiale du poète à Chakhmatovo, à laquelle il assiste plusieurs fois. Les deux jeunes gens finissent par se marier en 1903 à l'église Saint-Michel-Archange du village de Tarakanovo à mi-chemin entre Boblovo et Chakhmatovo et la petite réception a lieu chez les Mendeleïev.
Elle devient « la Belle Dame » des poésies de Blok, mais le mariage finit par vaciller. Elle est courtisée par Andreï Biély, mais cet amour fou reste sans réponse de sa part. Elle joue dans des troupes de théâtre privées.
En 1909, elle perd son bébé qui était à peine âgé d'une semaine. Les Blok partent se reposer en Italie.

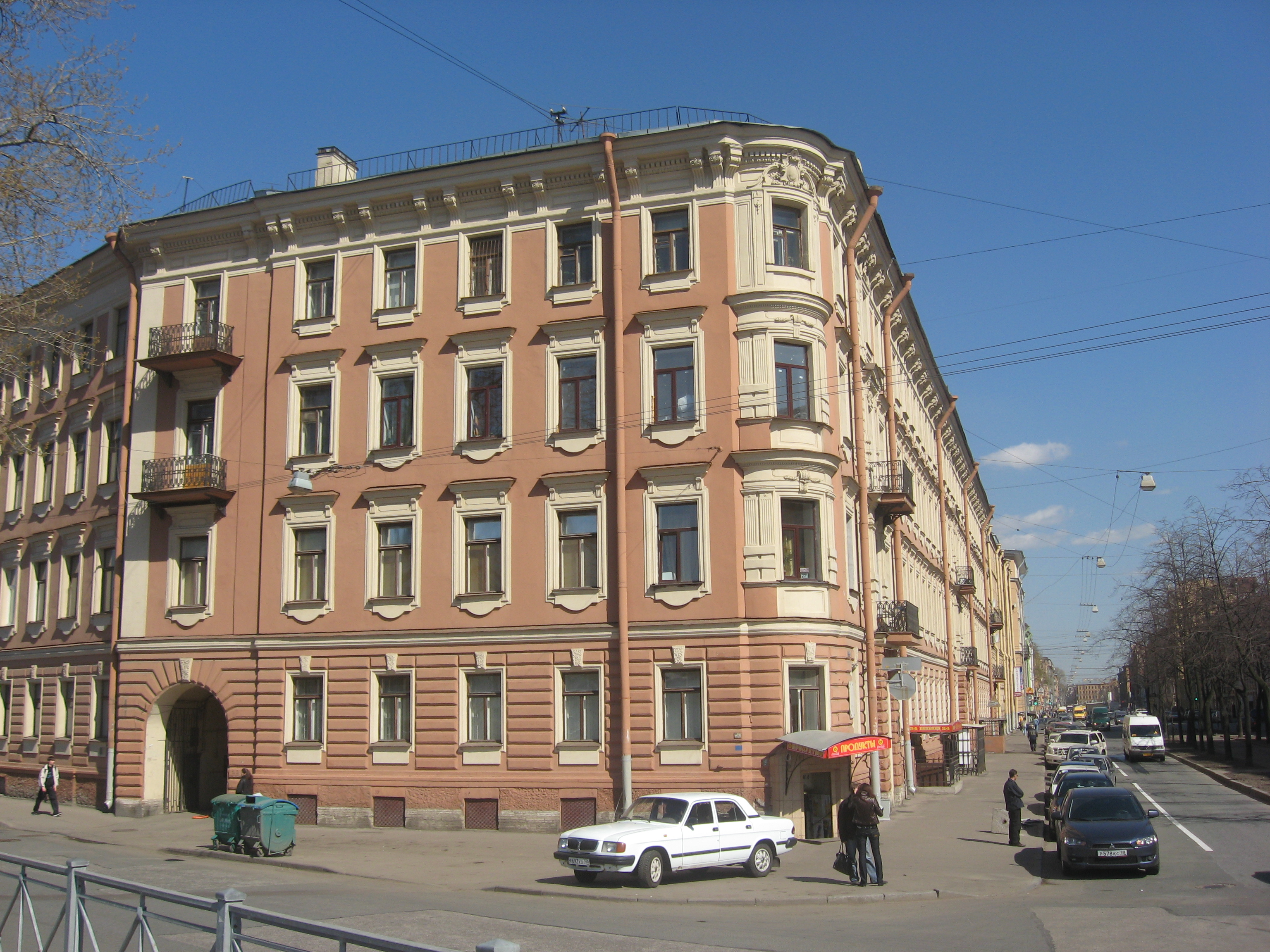
Appartement (avec le balcon du dernier étage) où Lioubov Blok vécut de 1912 à 1939 et son mari jusqu'à sa mort en 1921. C'est aujourd'hui le musée-appartement Blok

Pendant la Première Guerre mondiale, Lioubov Blok devient infirmière pour soigner les blessés de guerre. Alexandre Blok éprouve de plus en plus de dépression, pendant les terribles années post-révolutionnaires, et demeure fidèle à sa femme dans les dernières années de sa vie. Après la mort de son époux et les années de la guerre civile russe, elle écrit dans les années 1930 des articles et des ouvrages sur l'histoire du ballet, comme Apparition et développement de la technique de la danse classique. Essai de systématisation, qui sont regroupés ensuite dont un ouvrage fondamental Le Ballet classique. Histoire et modernité et un livre de souvenirs sur Blok Ce qui s'est passé et ce qui ne s'est pas passé à propos de Blok et de moi-même (« И быль, и небылицы о Блоке и о себе »).
Elle meurt à Léningrad en 1939. Elle est enterrée au cimetière Volkovo. Sa dépouille et celle d'Alexandre Blok sont transférées en 1944 un peu plus loin à la passerelle des écrivains, auprès de son père.